# Château du Rozay
Ne doit pas être confondu avec Château de Rozay.
Le château du Rozay est un manoir, du XVe siècle, qui se dresse sur la commune de Condrieu dans le département français du Rhône en région Auvergne-Rhône-Alpes.

## Situation
Le château du Rozay est situé dans le sud du département sur la rive droite du fleuve. Construit au bord d’un plateau, il domine le ravin de l’Arbuel, au nord-est du bourg.

## Histoire

### Époque moderne
Famille Multier - Brac de La Perrière (depuis 1898)
- Paul, viticulteur (1919-1984), créé en 1978 l’appellation Château du Rozay (Condrieu (AOC));

## Description
Ce château est constitué d’un ensemble hétéroclite de bâtiments entourant une cour rectangulaire coupée en deux, et orientée nord-est/sud-ouest et flanqués à l’est, à l’ouest et au sud de pavillons à plan carré. Il est agrémenté de tours rondes de diamètre et de hauteur diverses. Les toitures sont en partie en tuiles.
Dans le prolongement de l’angle sud, se trouvent l’entrée qui donne sur la cour d’honneur, une chapelle et des communs. La haute tour, qui avait été comparée à un minaret par le baron Raverat, n’émerge plus au-dessus des bâtiments.
Le château est une propriété privée et ne se visite pas.